# Vertragswettbewerb
Vertragswettbewerb beschreibt ein Konzept für eine veränderte Organisationsform in der gesetzlichen Krankenversicherung, bei der Krankenkassen direkt Verträge mit einzelnen Leistungsanbietern oder Zusammenschlüssen von Leistungsanbietern abschließen können.

## Definition
Die gezielte Auswahl von Leistungserbringern durch Krankenversicherer mit denen sie Verträge abschließen und deren Kosten sie erstatten bzw. deren Leistungen sie vergüten. Dadurch soll ein Wettbewerb um Leistungserbringer im Gesundheitswesen entstehen.

## Umsetzungsstatus
In der gesetzlichen Krankenversicherung (GKV) ist Vertragswettbewerb eher selten anzutreffen. Der Großteil der Verträge zwischen gesetzlichen Krankenkassen und Leistungserbringern wie Ärzten und Krankenhäusern wird gemeinsam und einheitlich abgeschlossen. Elemente des Vertragswettbewerbs finden sich hauptsächlich in der integrierten Versorgung und der hausarztzentrierten Versorgung.

## Herausforderungen
Besonders die kassenärztlichen Vereinigungen stehen selektiven Verträgen und damit dem Vertragswettbewerb skeptisch gegenüber, da sie ohne Kollektivverträge ihre Existenzberechtigung weitgehend verlieren würden.